# Yola North
Yola North è una delle ventuno aree a governo locale (local government areas) in cui è suddiviso lo Stato di Adamawa, nella Repubblica Federale della Nigeria.
Conta una popolazione di 194 607 abitanti.